# Rhysia halecii
Rhysia halecii är en nässeldjursart som först beskrevs av Sydney John Hickson och Gravely 1907.  Rhysia halecii ingår i släktet Rhysia och familjen Rhysiidae. Inga underarter finns listade i Catalogue of Life.